# Rothkirch z Lehnice
Rothkirch z Lehnice byl slezský šlechtický rod.

## Historie
Rothkirch je jméno staré slezské šlechtické rodiny z Lehnice (Legnice, německy psáno Liegnitz, obec v Polsku). 
Poprvé je toto příjmení (Rothkirch) zmiňováno v dokumentu z 8. července 1302 v Lehnici a to v souvislosti s Woycechem z Roth Church. 
Plná doložitelnost začáku dynastie začíná kolem roku 1428, kdy zemřel Jan (Hans) von Rothkirch. Ten sloužil v roce 1411 jako maršál vratislavského biskupa Václava II. Lehnického. V roce 1413 byl maršálem lehnicko-lublinského knížete Jindřicha IX. Staršího.
V roce držel v Bílém Potoku lénem 3 lány Baltazar von Rothkirch. Dva členové rodu byli členy pruského panského dvora.

## Rodový erb

### Erb Rotkirch
Poprvé je erb doložitelný na obraze bitvy u Lehnice, vedené Jindřichem II. Pobožným, proti tatarským vojskům 9. dubna 1241. Originál obrazu z roku 1451 je umístěn ve Vratislavi.
V erbu jsou na zlatém štítě tři korunované orlice s červenými zoby. Na stříbrné přilbě je orlí hlava s černou přikrývkou se zlatým rámováním a zlatou korunkou.

### Erb Rothkirch a Trach
Vyobrazení erbu je na žlutém poli v jedné polovině drak, v druhé pak tři černé orlice.

## Rodové linie
Jsou doloženy tři linie rodu Rothkirch.

### Linie Rothkirch
- Dorotheus hrabě von Rothkirch (1834–1897), člen pruské rady
- Eberhard von Rothkirch (1852–1911), první předseda v roce 1883 založené organizace CVJM (Křesťanské sdružení mladých lidí - YMCA) v Německu, v Berlíně
- Friedrich Alexander von Rothkirch (1727–1785), královský pruský generálmajor
- Hans Christoph von Rothkirch (1717–1785), královsko-pruský generálporučík, velitel města a pevnosti Neisse a oficiální kapitán z Gatterslebenu
- Johann Sylvius von Rothkirch (1715–1782), pruský generálmajor
- Hugo Bernhard Sigismund von Rothkirch († 1868 in Breslau), pruský matematik
- Leopold hrabě von Rothkirch (1796–1866), člen pruské rady
- Thilo hrabě Rothkirch (1948–2014), německý filmový producent, scenárista a režisér

### Linie Rothkirch a Panthen
- Adalbert von Rothkirch und Panthen (1853–1923), pruský generálporučík
- Anton Ferdinand von Rothkirch und Panthen (1739–1805), pomocný biskup ve Vratislavi
- Curt von Rothkirch und Panthen (1849–1926), pruský generálmajor
- Eberhard von Rothkirch (1852–1911), první předseda v roce 1883 založené organizace CVJM (Křesťanské sdružení mladých lidí - YMCA) v Německu, v Berlíně
- Friedrich-Wilhelm von Rothkirch und Panthen (1884–1953), generálporučík
- Karl von Rothkirch-Panthen (1807–1870), plukovník marshal a guvernér Čech (Böhmens)
- Leopold von Rothkirch und Panthen (1769–1839)

### Linie Rothkirch a Trach

#### Šlechtická adopce rodem Trachů z Březí
Jan Václav (Johann Wenzel) svobodný pán Trach adoptoval (tzv. šlechtická adopce) Jana Bedřicha (Johann Friedrich) von Rothkirch. Dne 4. března 1757 Fridrich II. Veliký schválil sjednocení erbů obou rodů a současně jmenoval Jana Bedřicha svobodným pánem von Rothkirch a Trach.
Úřad Pruského vévodství dne 18. října 1861 potvrdil zachování titulu svobodného pána Arnoštovi Edwinovi (Ernst Edwin) von Rothkirch a Trach jako dědici panství Ratajno (Pątnów, německy psáno Panthenau, obec v Polsku). 
Ten stejný úřad dne 15. listopadu 1861 jmenoval Leopolda svobodného pána Rothkirch a Trach, z Medvědova (Niedźwiedzice, německy psáno Bärsdorf, obec v Polsku), hrabětem Rothkirchem a svobodným pánem Trachem. 

#### Členové rodu
- Edwin von Rothkirch und Trach (1888–1980), německý generál během druhé světové války [8]
- Ernst Theodor von Rothkirch-Trach (1820–1892), německý správní úředník
- Leopold hrabě von Rothkirch und Trach (1923–2009), německý jezdec, důstojník a farmář
- Maximilian hrabě von Rothkirch und Trach (1857–1938), okresní správce okresu Goldberg, Německo